# Каймито
Кайми́то (исп. Caimito del Guayabal) — муниципалитет и город в провинции Артемиса на Кубе. Основан в 1910 году.
Площадь составляет 238  км². Численность населения муниципалитета в 2004 году составляла 36,813 человек. Плотность населения — 154,7 человек на квадратный километр.

## Демография
Численность населения муниципалитета 36 813 человек (по состоянию на 2004 год). С 1953 года население возросло почти в три раза.
| 1907  | 1919  | 1931  | 1943  | 1953   |
| ----- | ----- | ----- | ----- | ------ |
| 4 845 | 6 112 | 6 789 | 8 123 | 10 051 |

## Административно-территориальное деление
Муниципалитет Каймито поделен на районы: Каймито, Гуайябаль, Перфекто Лакосте и Кинтана.
|      | Каймито в целом | Каймито | Гуайябаль | Перфекто Лакосте | Кинтана |
| ---- | --------------- | ------- | --------- | ---------------- | ------- |
| 1919 |                 | 2 329   | 858       | 1 924            | 1 001   |
| 1931 |                 | 2 750   | 1 080     | 2 052            | 907     |
| 1943 |                 | 3 505   | 966       | 2 363            | 1 289   |